# نبرد رمله (۱۱۰۲)
نبرد رمله (انگلیسی: Battle of Ramla)، نبردی است میان نیروهای پادشاهی اورشلیم و خلافت فاطمیان در رمله در نزدیک خط مرزی دو حکومت که طی آن نیروهای فاطمی موفق به شکست نیروهای صلیبی شدند.